# Walgettosuchus
Walgettosuchus („krokodýl z města Walgettu“) je nepříliš dobře známý rod masožravého (teropodního) dinosaura, jehož zkameněliny byly objeveny roku 1905 v Austrálii (spolkový stát Nový Jižní Wales, nedaleko Wollastonu).

## Popis
Materiál sestává z jediného opalizovaného ocasního obratle (délka neúplného fragmentu těla obratle činí 63 mm), získaného ze sedimentů souvrství Griman Creek. Zkamenělina byla roku 1910 dopravena do Londýna a v roce 1932 ji popsal slavný německý paleontolog Friedrich von Huene. Neznámý teropod žil na zmíněném území v období spodní křídy (věk alb). Typový druh W. woodwardi byl popsán paleontologem von Huenem na počest Arthura Smithe Woodworda z britského přírodovědeckého muzea. V současnosti je tento taxon označován za nomen dubium.